# Oidemastis dioscura
Oidemastis dioscura är en fjärilsart som beskrevs av George Francis Hampson. Oidemastis dioscura ingår i släktet Oidemastis och familjen nattflyn. Inga underarter finns listade i Catalogue of Life.